# Carmen Laforet
Carmen Laforet Díaz, španska pisateljica, * 6. september 1921, Barcelona, Španija, † 29. februar 2004, Madrid.
Ustvarjala je v obdobju po španski državljanski vojni, njeno delo predstavlja pomemben prispevek k evropski eksistencialistični književnosti.

## Življenje in delo
Ko je dopolnila dve leti, se je z družino preselila na otok Gran Canaria (Kanarski otoki) in tam preživela svoje otroštvo in najstništvo. Zaradi študija filozofije v Barceloni in prava na Univerzi Complutense v Madridu se je vrnila na celino, vendar je pri enaidvajsetih letih oba študija opustila. Poročila se je v Madridu z novinarjem in literarnim kritikom Manuelom Cerezalesom, s katerim je imela pet otrok.
Leta 1944 je objavila roman Praznina (Nada), s katerim je osvojila prvo nagrado Nadal založbe Destino. Roman je doživljal pravi uspeh med kritiki in publiko in jo vrgel, zelo mlado, v svet slave. Leta 1950 je objavila delo La isla y los demonios, roman, čigar zgodba se odvija na Kanarskih otokih, kjer je bila vzgojena, in leta 1955 La mujer nueva, delo, ki govori o verskih izkušnjah same avtorice. Sledil je roman La insolación (1963, prvi del trilogije Tres pasos fuera del tiempo), temu pa je sledilo dolgo obdobje dela na ostalih dveh delih trilogije, ki nista bili nikoli objavljeni.
Leta 1965 je bila povabljena v Združene države Amerike, svojo izkušnjo pa je opisala v eseju Mi primer viaje a USA leta 1981. Tam je spoznala romanopisca Ramóna J. Senderja, s katerim si je dopisovala. Carmen Laforet je prav tako pisala kratke zgodbe, knjige pravljic in potopise.  Med knjigami pravljic izstopata La llamada, leta 1954 in La nina y otros relatos, leta 1970. Skoraj celoten opus te avtorice kroži okoli glavne teme: soočenje otroškega idealizma s povprečnostjo okolja.
Carmen Laforet je trpela za Alzheimerjevo boleznijo in umrla v Madridu, 28. februarja 2004. Ob tretji obletnici njene smrti je založba Menoscuarto prvič objavila zbirko vseh njenih kratki zgodb, vključno s petimi neobjavljenimi. Zbirka nosi naslov Carta a don Juan.
Leta 2003 je njena hči Cristina Cerezales objavila knjigo Puedo contar contigo, ki vsebuje pisma, ki sta si jih pisala njena mati in Ramón J. Sender. Skupno 76 pisem, v katerih pisateljica razkriva svoj literarni molk, svojo patološko negotovost in željo zavarovati se pred družbeni stiki, ki se je kasneje uresničila s postopnim oddaljevanjem iz javnega življenja zaradi degenerativne bolezni, ki je vplivala na njen spomin. Zaradi ločitve leta 1970 in pomanjkanja finančne stabilnosti je doživljala težko osebno stisko. Vendar ločitev ni bila edini vzrok. Eden od razlogov so bile tudi splošne okoliščine, kot politične in socialne razmere in mačizem v njenih intervjujih, ko je morala odgovarjati na vprašanja, če ima raje svoje knjige ali otroke, in sivina literarnega sveta, ki ga je videla polnega zavisti, sovraštva in razdora. 
Neutrudni Sender je bil njena antiteza, ki jo je vedno spodbujal k pisanju. Priznal ji je, da je bila »majhni cezar« edina oseba, do katere je kuhal zamero. Avtor dela Réquiem por un campesino español je opisal svoji prijateljici svoje krize tesnobe, ko se ni moral sprijazniti s tem, da se stara. Vera je bila druga tema njunih pisem, saj sta oba verjela v Boga, vendar sta imela nanj različen pogled, prav tako pa sta delila vdanost Sveti Terezi.
Leta 2009 je Cristina Cerezales objavila drugo knjigo o svoji materi, Música blanca (Destino), kjer nam, po besedah Rose Montero, prikaže drug zadušljiv svet: svet avtoričine starosti, bolezni in poslabšanja.

## Dela
- Nada (1944), roman
- La isla y los demonios (1950), roman
- El piano (1952)
- Un noviazgo (1953), kratek roman
- El viaje divertido (1954), kratek roman
- La niña (1954), kratek roman
- Los emplazados (1954), kratek roman
- La llamada (1954), zgodbe
- La mujer nueva (1955), roman
- Un matrimonio. (1956), roman
- Gran Canaria (1961), esej
- La insolación (1963), roman
- Paralelo 35. Barcelona: Planeta, (1967) potopis
- La niña y otros relatos (1970), zgodbe
- Artículos literarios. Eastbourne: Stuart-Spencer Publications, (1977), članki
- Mi primer viaje a USA (1981), esej
- "Rosamunda. Cuento". V: Cuentos de este siglo. Encinar, Ángeles (ur.). Barcelona: Lumen S.A., (1995), pp. 73-78.
- "Al colegio. Cuento". V: Madres e hijas. Freixas, Laura (ur.). Barcelona: Anagrama, (1996), pravljice
- Al volver la esquina (2004), posmrtni roman. Nadaljevanje romana La insolación.
- Carta a don Juan (2007), zbirka njenih kratkih zgodb
- Romeo y Julieta II  (2008), zbirka njenih ljubezenskih zgodb